# Edifício do Banco do Brasil
L'edifício do Banco do Brasil est un gratte-ciel de 143 m de hauteur construit à São Paulo (Brésil) en 1955.
Il abrite des bureaux sur 24 étages.
C'est l'un des plus anciens et des plus célèbres gratte-ciel du Brésil.